# До побачення, мій парфянин!
«До побачення, мій парфянин!» — радянський художній фільм 1987 року, знятий режисером Ходжадурди Нарлієв на кіностудії «Туркменфільм».

## Сюжет
За мотивами повісті А. Алланазарова «Сім зерен». Парфіяни — це войовничий народ, який жив у давнину на території сьогоднішньої Туркменії. Однак знайомство наше буде не з ними, а з їхнім далеким нащадком — хлопцем Мурадом, який розпочинає службу в Радянській Армії і ніяк не може звикнути до суворого порядку армійських буднів. Але, як і належить комедії, з недотепи герой нарешті перетворюється на зразкового воїна та ще й підкорює серце литовської дівчини Юстини.

## У ролях
- Батир Худайбердиєв — Мурад Назаров
- Лада Негруль — Юстина
- Майя Аймедова — мати Мурада
- Джабід Абідов — Бахтіяров
- Дмитро Журавльов — Луговкін
- Вадим Пожарський — Айвар
- Сергій Насібов — Буйнов
- Асвад Хасанов — Суглубов
- Гельди Сейдієв — Близнюк
- Юрій Осипов — Ніколаєв
- Іван Давидов — Іван Турк
- С. Бутченко — епізод
- Меред Сапаров — епізод
- Сергій Берніченко — викрадач
- Ходжадурди Нарлієв — епізод
- Чари Ходжанов — епізод
- Енегюль Алланова — епізод
- С. Журнаєв — епізод

## Знімальна група
- Режисер — Ходжадурди Нарлієв
- Сценарист — Маргарита Малєєва
- Оператор — Якуб Муратназаров
- Композитор — Реджеп Реджепов
- Художник — Джорамурат Хаїтов